# Риф

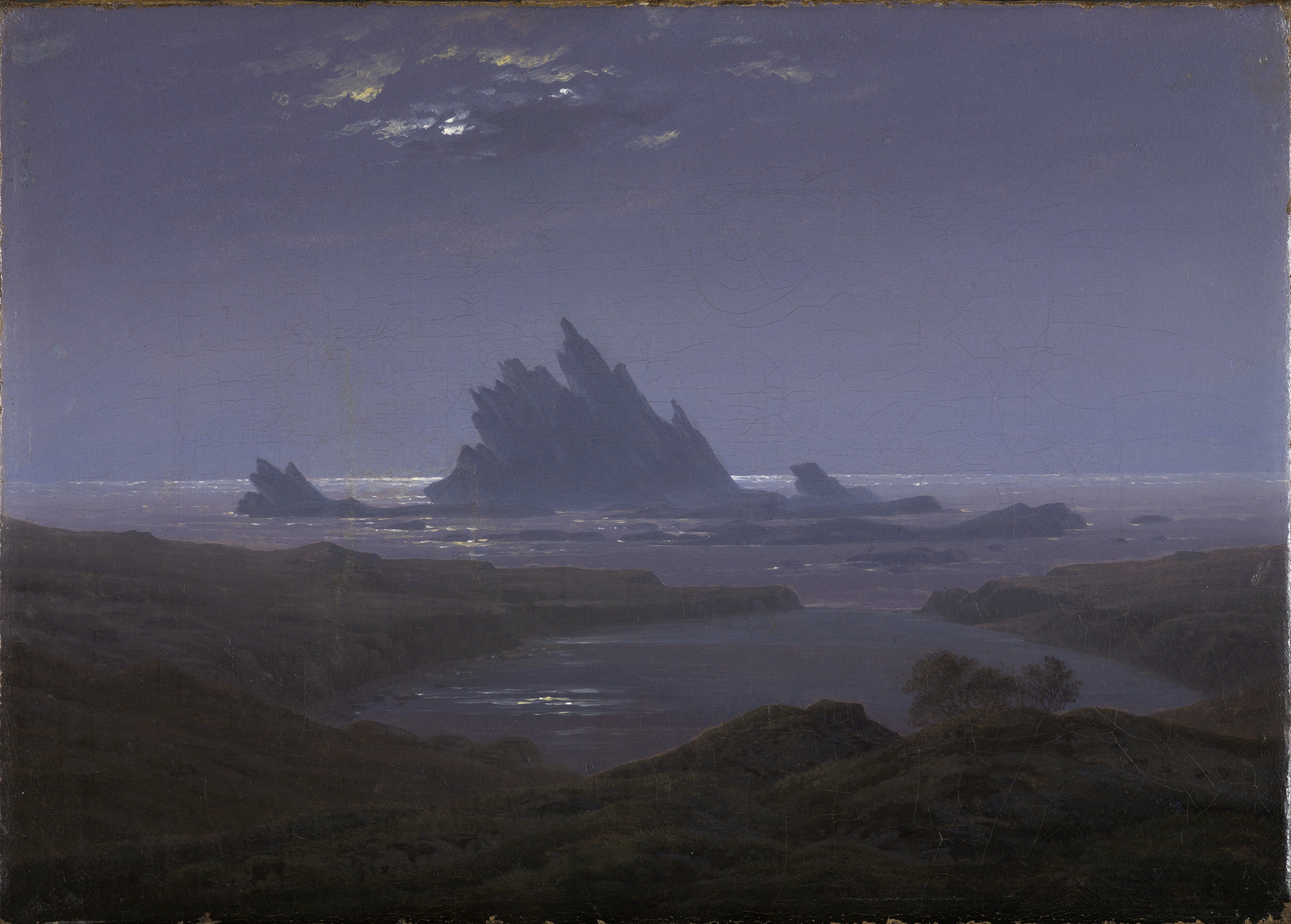
К. Д. Фридрих. Скалистый риф на берегу моря. 1824

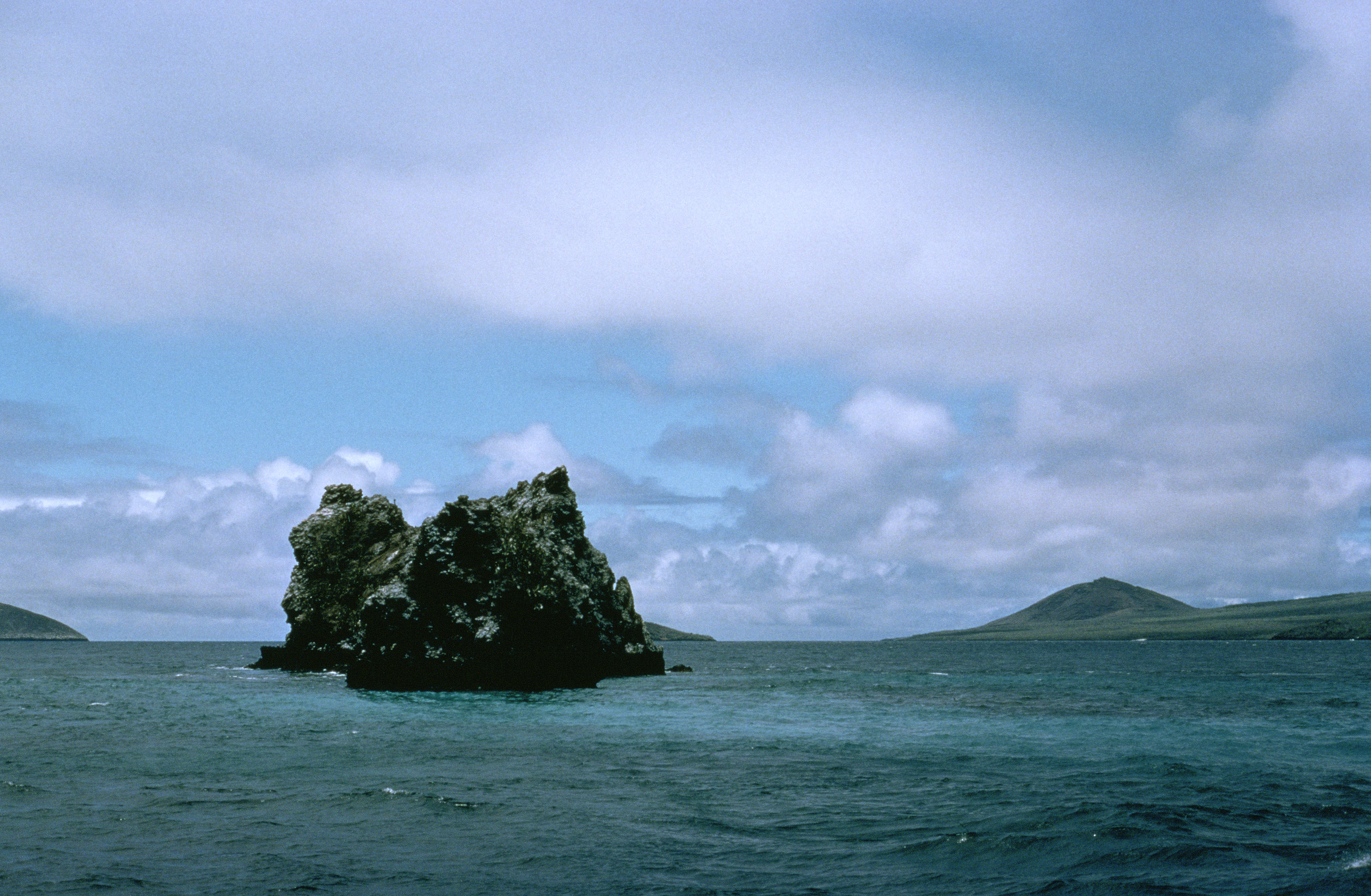
Скалистый риф на Галапагосских островах

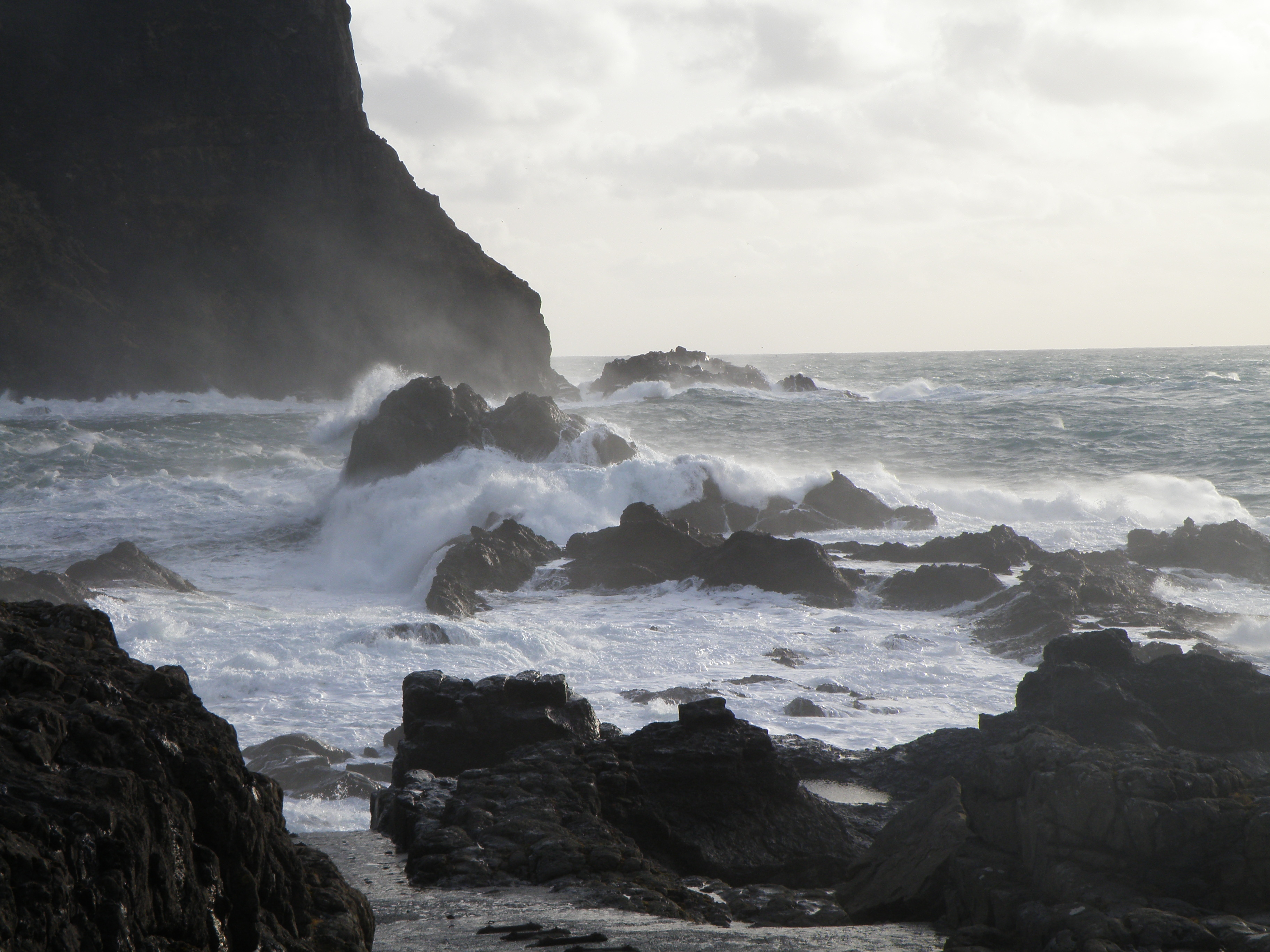
Скалистый риф на Фарерских островах

Риф (нидерл. rif «ребро») — подводное или надводное возвышение морского дна на мелководье. Образуется при разрушении скалистого дна и берегов либо в результате разрастания колоний коралловых полипов, некоторых водорослей и других рифостроящих организмов.
Многие рифы образуются в результате абиотических процессов — осаждений из песка, эрозии обнажённых горных пород и других природных процессов, но самыми известными рифами являются коралловые рифы в тропических водах, образованные в результате разрастания колоний рифобразующих организмов, среди которых преобладают коралловые полипы и известковые водоросли. В связи с этим с точки зрения биологии рифы стали определять как локализованные, мелководные, устойчивые к волнам структуры, построенные секретирующими известь организмами и залегающие на подстилающих образованиях, от которых они чётко отличаются. В дальнейшем этот термин стал использоваться и в геологии для обозначения палеонтологических пород, образованных организмами с известковыми скелетами.

## Современные рифы

### Биотические рифы

#### Коралловые рифы
Наиболее распространёнными и известными из биотических рифов являются коралловые рифы. Несмотря на то что коралловые полипы вносят наибольший вклад в основное вещество, составляющее риф, ещё более важным организмом, ответственным за скрепление материала рифа и защиту от разрушающего действия волн, являются кораллиновые водоросли.

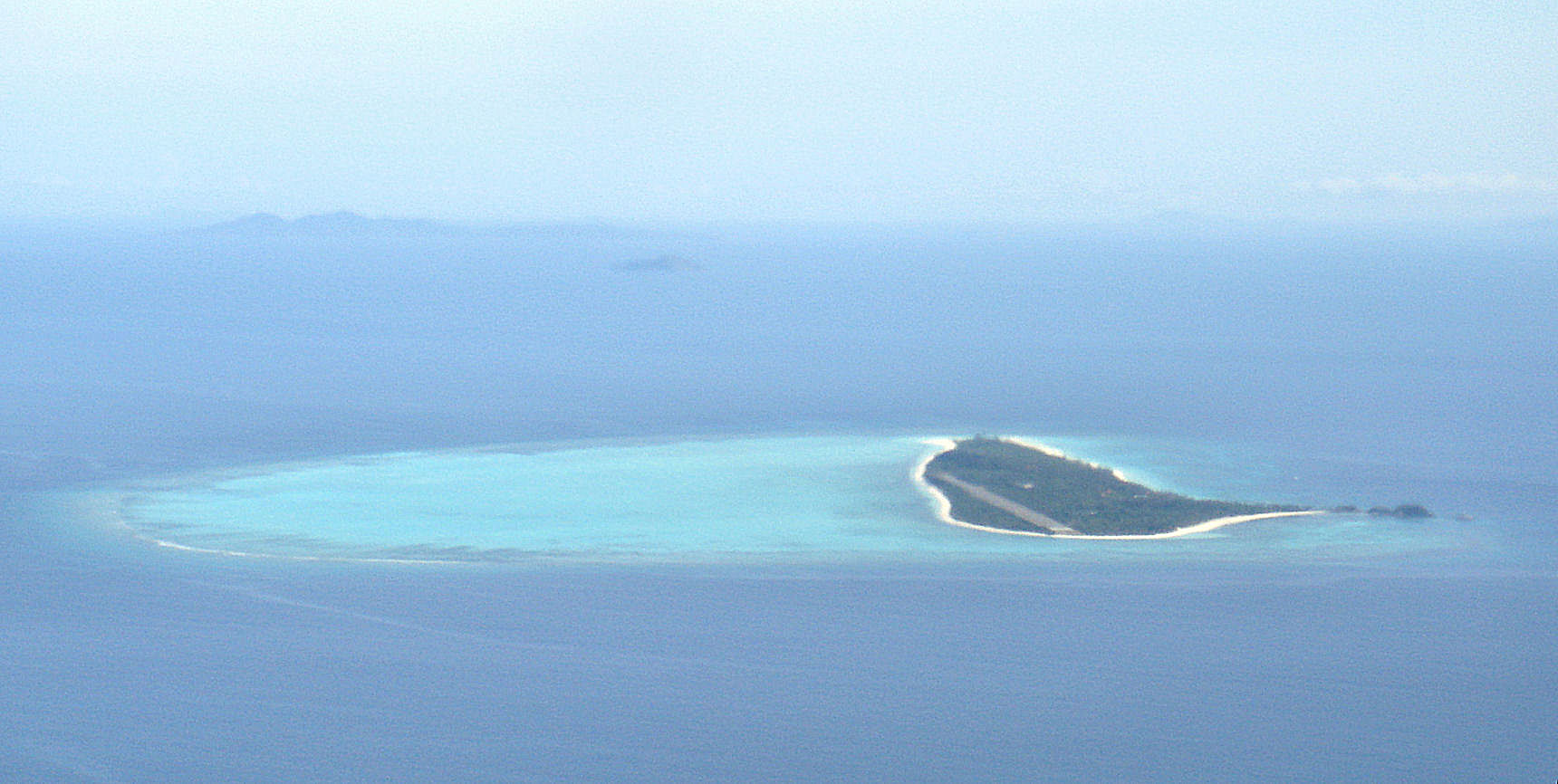
Остров рифового происхождения Памаликан

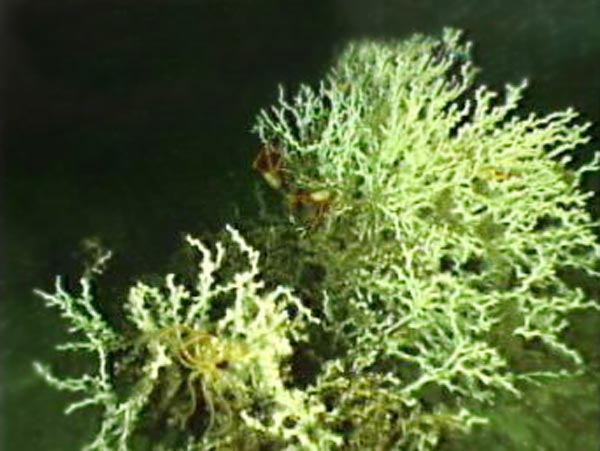
Коралловый полип вида Lophelia pertusa, живущий в холодной воде

Коралловые рифы классифицируются в зависимости от того, как они располагается по отношению к суше. Выделяют окаймляющий или береговой тип, барьерный тип и атоллы. Окаймляющие рифы представляют собой террасоподобную платформу, распространяющуюся от берега в глубь моря и заканчивающуюся приподнятым краем. Они, как правило, располагаются вдоль недавно обнажившегося или стабильного побережья. Барьерные рифы окружают отдельные острова, находятся на некотором удалении от берега и отделены от него проливом или лагуной. Крупнейшим из них является Большой Барьерный риф у восточного побережья Австралии. Атоллы представляют кольцеобразные рифы, окружающие лагуны, внутри которых отсутствуют участки суши.
Несмотря на то что традиционно считается, что коралловые рифы распространены преимущественно в тропических морях, известны колонии коралловых полипов, живущих в холодной воде. К ним относится большинство коралловых полипов родов Lophelia, Goniocorella, Solenosmilia, Madrepora, Antipathes и Primnoa, которые строят большие рифы на глубине в холодный воде (хотя известен коралловый риф род Lophelia в норвежских фьордах на небольшой глубине), расположенные в разных областях по всему миру. Эти кораллы не зависят от зооксантелл и поэтому могут расти на глубине до 1000 метров. На некоторых подводных горах обнаружены эндемичные виды рода Primnoa.

#### Другие биотические рифы

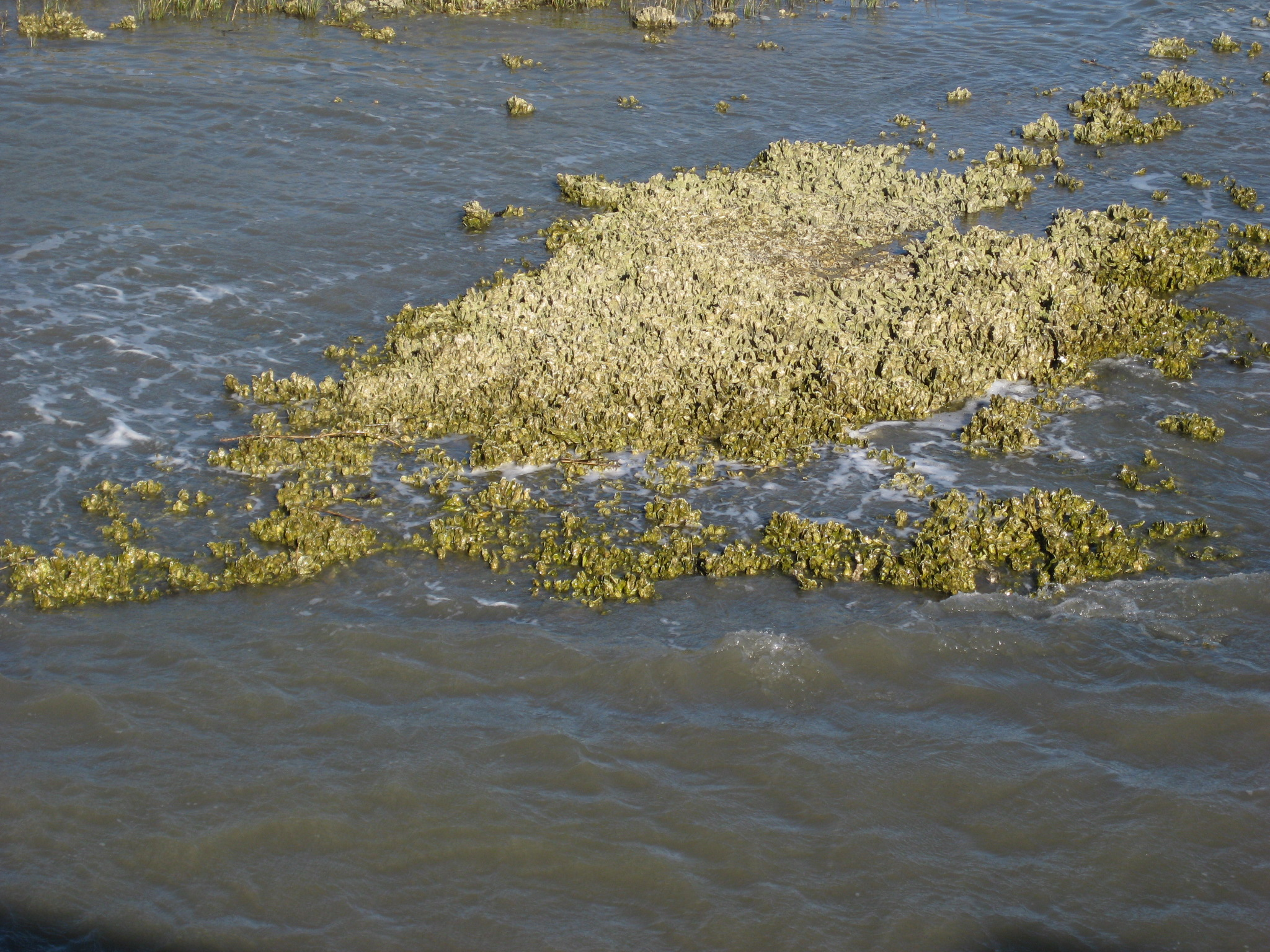
Устричный риф у побережья Южной Каролины (США)

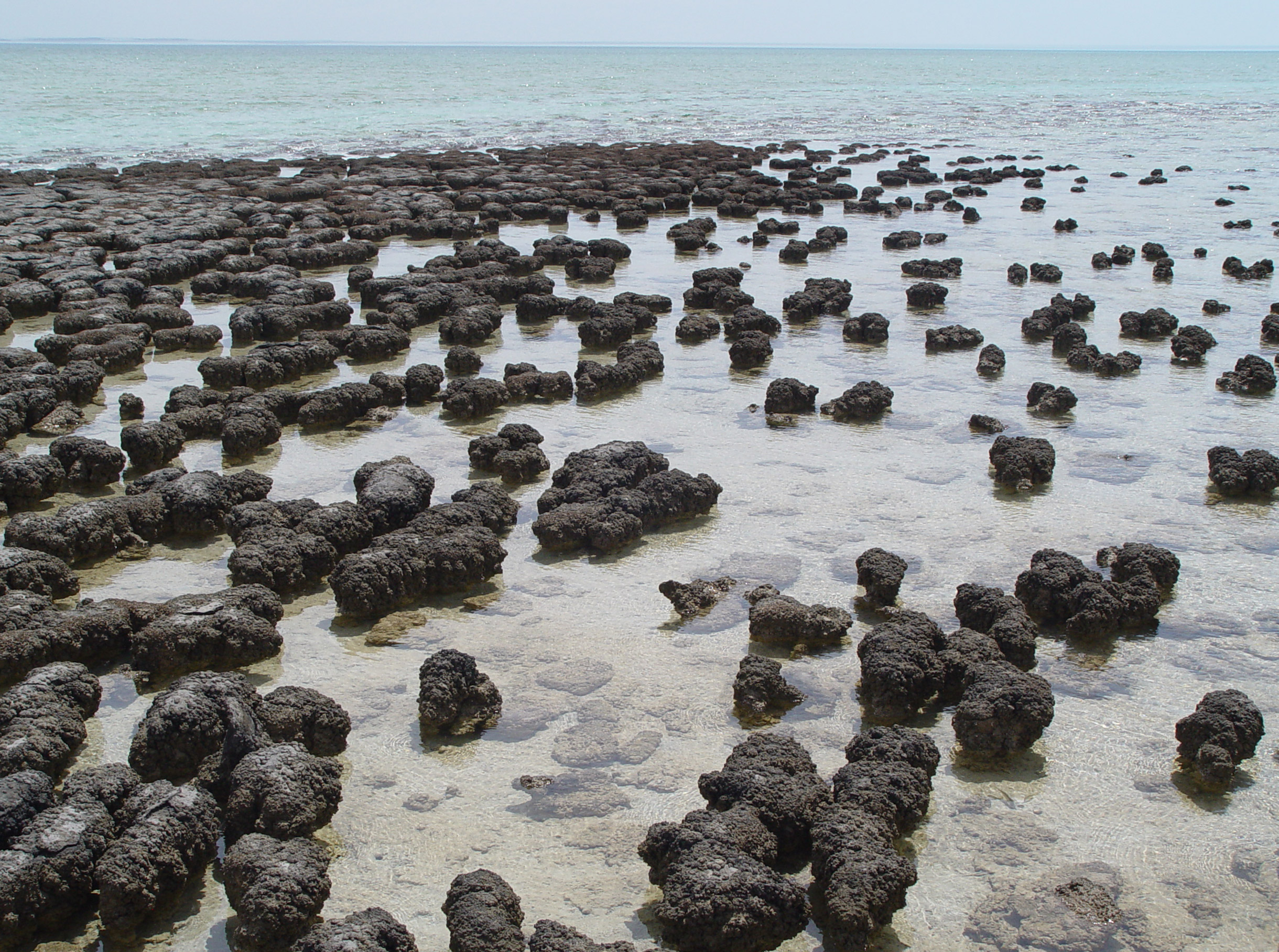
Строматолитовый риф в заливе Шарк (Австралия)

Коралловые полипы, обитающие в тропических морях, не единственные организмы, способные к созданию рифов. В морской среде создавать рифы могут несколько видов морских беспозвоночных животных. В некоторых шотландских эстуариях, например, встречаются рифы, построенные трубчатыми червями вида Serpula vermicularis. Во множестве других мест на Земле находятся рифы, созданные устрицами или губками (губковый риф), преимущественно относящимися к роду Vaceletia, которые были повсеместно распространены до появления коралловых полипов, а теперь зона их обитания ограничивается некоторыми районами Тихого океана. Некоторые губки из рода Heterochone в холодных водах северной части Тихого океана могут создавать рифы более 20 метров в высоту, распространяющиеся на несколько километров и достигающие в глубину от 100 до 250 метров. Известны также рифы из мшанок.
Кроме кораллиновых водорослей, другие растения также могут создавать рифы. Среди морских однодольных растений к ним относятся морская трава, посидонии, Cymodocea, которые могут создавать на мелководье «барьерные рифы или луга», защищающие побережье от штормов.
Цианобактерии строят образования, называемые строматолиты, которые были широко распространены на Земле около 3,5 миллиарда лет назад. Живые строматолиты до сих пор встречаются в заливе Шарк в Австралии и в некоторых других частях мира.

## Ископаемые рифы

### Терминология
В первоначальном географическом и океанографическом значении термином «риф» называлась узкая, часто скалистая мель, опасная для плавания кораблей и обычно при отливе обозначавшаяся бурунами.
Поскольку многие подобные образования являлись кораллово-водорослевыми рифами, в дальнейшем этот термин стал использоваться и в геологии для обозначение палеонтологических пород, образованных организмами с известковыми скелетами (карбонатные породы), вне зависимости от глубины их формирования, формы и размеров. Термин «риф» применительно к биогенным породам впервые был использован Р. Мурчисоном в 1847 году для обозначения силурийских рифовых отложений Готланда. В настоящее время под «рифами» в геологии понимается сложный комплекс взаимосвязанных фаций, в котором обычно различаются зоны собственно рифа, зоны шлейфа из продуктов разрушения на фронтальной стороне рифа и зоны лагуны за рифовым телом. В палеонтологии и литологии рекомендуется использовать термин «ископаемый риф».

### Палеонтологическая история рифов
В разные эпохи истории Земли роль основных рифостроителей играли различные организмы, которые пользовались стратегией коллективной защиты от врагов и добывания пищи. При изменении условий окружающей среды в разные периоды рифы то широко распространялись, то значительно сокращали зоны своего распространения.

#### Докембрий
Первые рифоподобные образования — строматолиты — были образованы цианобактериями в палеоархее около 3,4 миллиардов лет назад. Их рост происходил очень медленно за счёт откладывания тонких известковых слоёв один над другим на поверхности строматолитовых матов. Образования, возведённые в эту эру, превосходили по своим размерам Большой Барьерный риф. В вендский период строматолитовые сообщества из обычных морских условий были вытеснены скелетными организмами в места с ненормальной солёностью или сильным течением, а основные органогенные постройки образовывались известковыми водорослями Renalcis и Korilophyton. Такие образования имели 2 — 3 метра в ширину и 10 — 15 см в высоту, обычно являлись одиночными и крайне редко образовывали массивы. Тогда же, в эдиакарском периоде, известны рифы, образованные ассоциацией клаудин и намакалатусов, достигавшие длины 7 километров и ширины 300 метров.

#### Палеозой

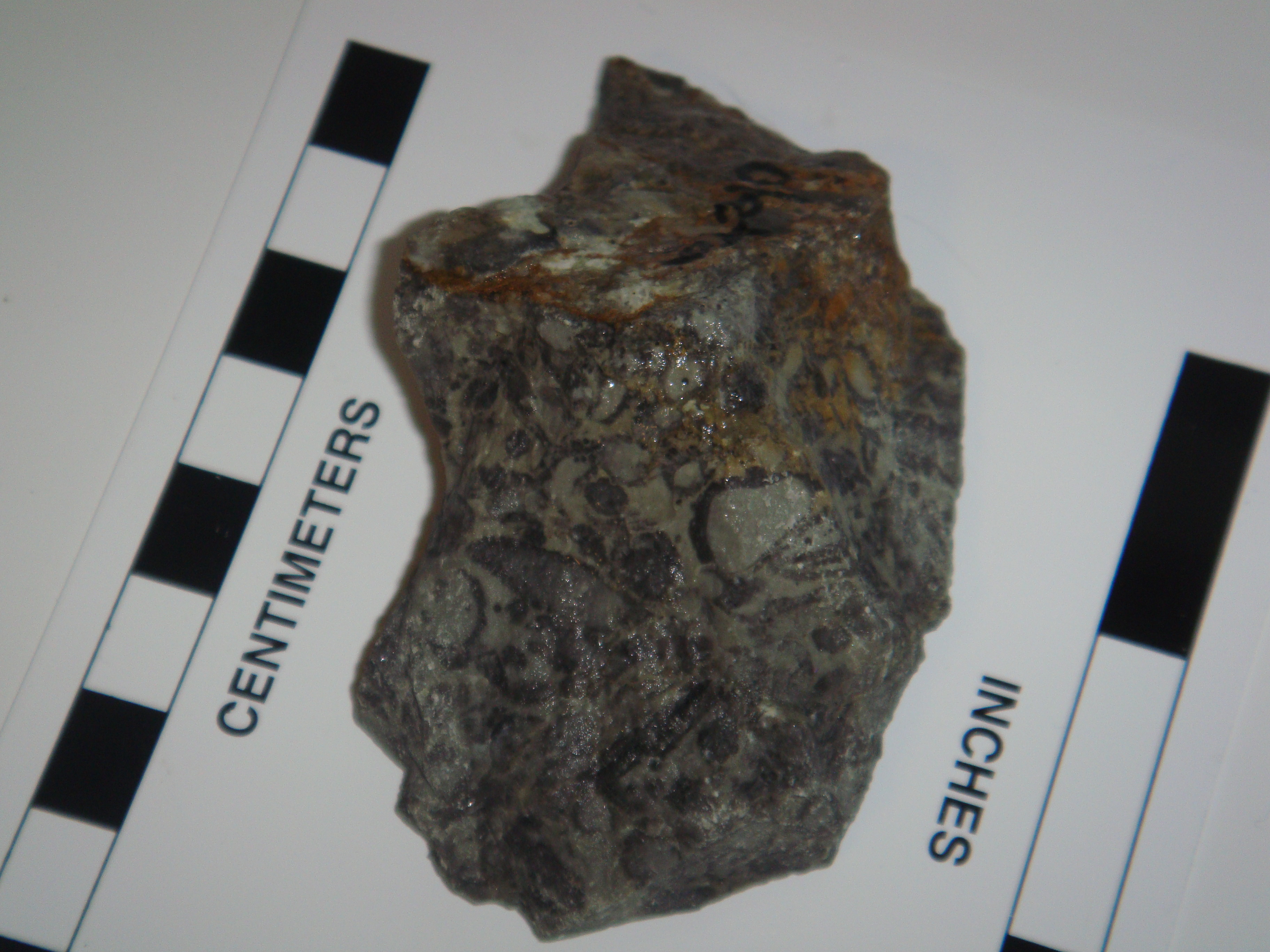
Ископаемые археоциаты — одни из первых рифостроителей

В палеозое основными строителями рифоподобных образований были известковые водоросли, в меньшей степени — губкообразные, мшанки и коралловые полипы (табуляты, гелиоидеи и четырёхлучевые кораллы). В этот период вспомогательную роль в строительстве органогенных построек играли морские лилии. Первые настоящие рифы появились в начале кембрийского периода в связи с появлением археоциатов — одних из первых животных с минеральным скелетом. Они поселялись вместе с водорослями (Renalcis, Epiphyton, Girvanella), создавая мощные рифовые системы. Вместе с ними на рифах поселялись онколиты, трилобиты и плеченогие. Наибольшего развития рифы из археоциатов достигли в атдабанский и ботомский века, но в среднем кембрии археоциаты вымерли, и до ордовика строительство рифов практически прекратилось.
В средний и верхний кембрий, а также нижний ордовик основные органогенные постройки носили бактериальный характер. С майского века основными строителями рифовых систем являлись обыкновенные губки литистида и аксинеллида, строившие иловые холмы на внешнем шельфе.
В нижнем ордовике строительством рифовых сооружений занялись строматопороидеи, мшанки и первые коралловые полипы, не игравшие ещё большой роли. Среднепалеозойский этап развития рифов проходил со среднего ордовика и до фаменского века девона. В этот период увеличилась шельфовая зона и, соответственно, возросло число шельфовых морей. Основную роль в строительстве рифов со среднего ордовика стали играть строматопороидеи, селившиеся на раковинах крупных моллюсков и колониях табулят. Рифы, существовавшие в карадокский век, в наше время прослеживаются в виде тонкозернистых известняков, содержащих сифоновые зеленые водоросли, красные водоросли соленопоры, губки, мшанки, реже табуляты и текоидеи. В ашгильском веке в размерах они уже превосходили рифы кембрия и достигали 150 — 350 метров, а к их обитателям добавились морские лилии, ракушковые, рецептакулиды и головоногие. Оледенение, возникшее в конце верхнего ордовика, привело к резкому снижению уровня моря, осушению многих мелководных бассейнов и гибели населения рифов.
Трансгрессия в начале силурийского периода привела к появлению большого числа мелководных морей, которые стали активно заселяться рифостроителями. В этот период рифы были распространены больше, чем в ордовике, а их размеры достигали 1000 километров. Основными рифостроителеми выступали водоросли, строматопороидеи, табуляты, в меньшей степени — ругозы и мшанки. Среди обитателей рифов были плеченогие, морские лилии, рецептакулиты. Для рифов этого периода характерны ассоциации строматопороид и кораллов, когда ругозы и табуляты образовывали единую колонию со строматопороидеями. Мшанки редко встречались в крупных рифах. В лудловском периоде в строматолитовых рифах обнаруживаются афросальпингоиды.

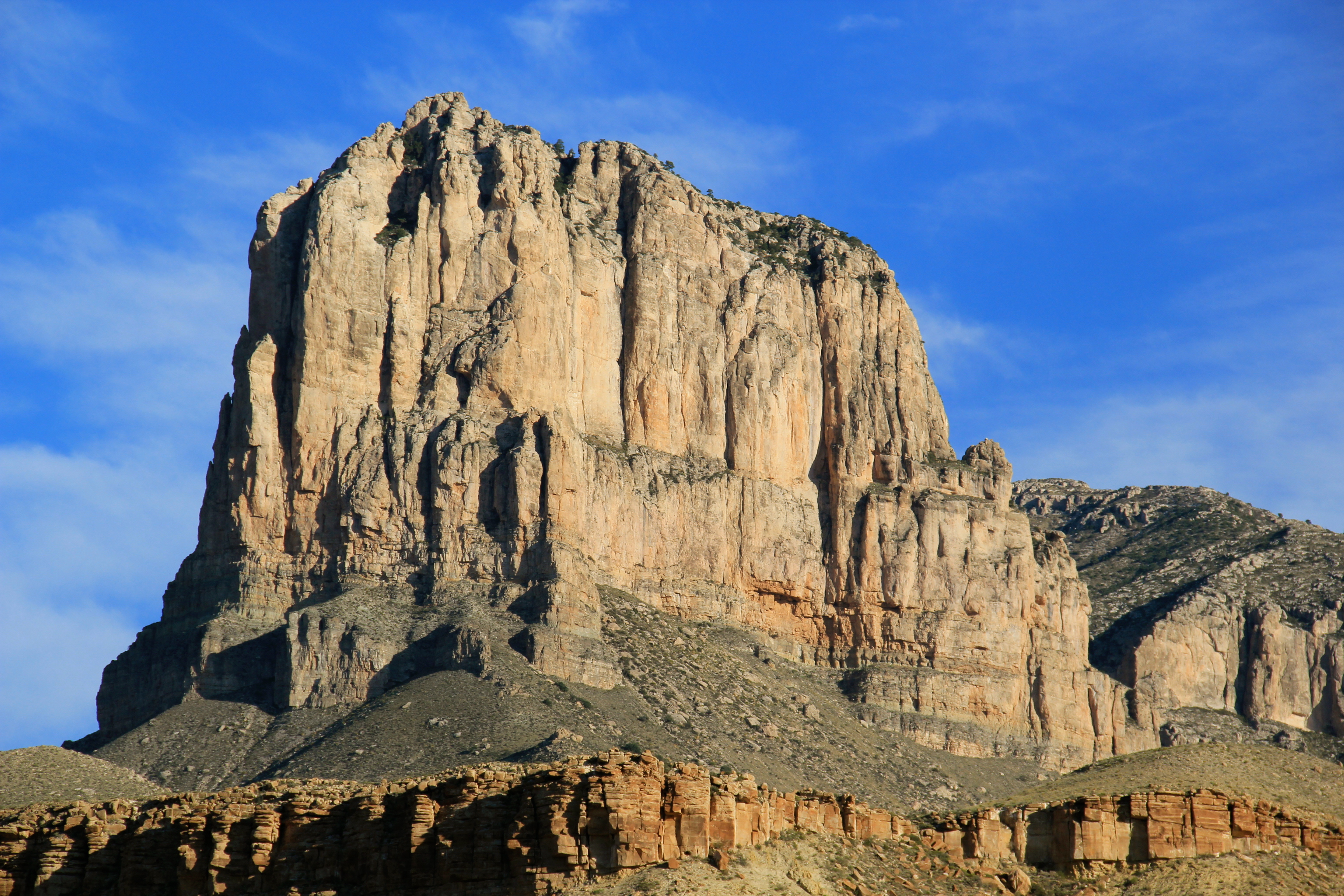
Гора Эль-Капитан в Техасе представляет собой ископаемый риф пермского периода

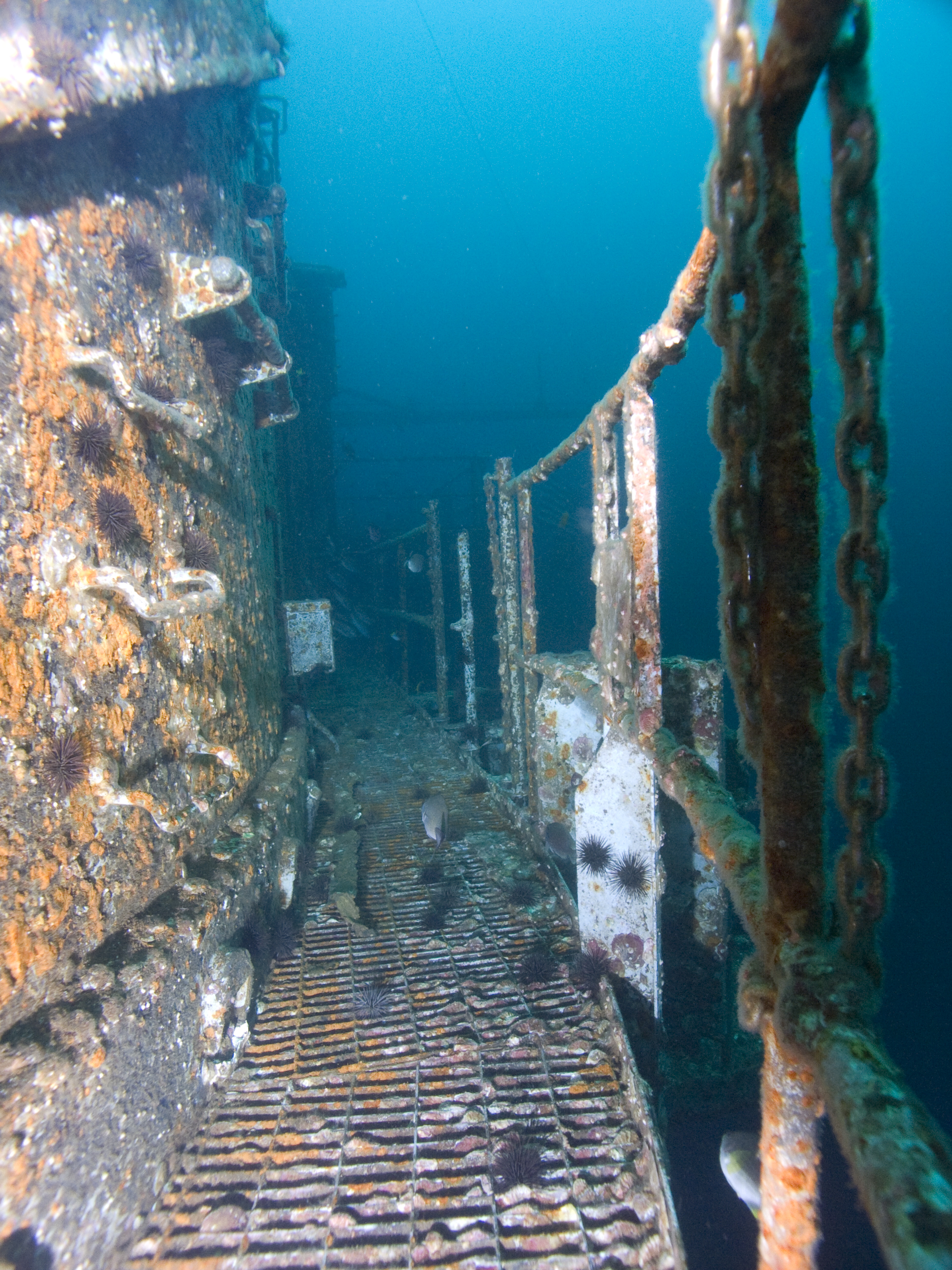
Останки авианосца «Орискани», намеренно затопленного в 2006 году для создания искусственного рифа

В девонском периоде рифовые пояса достигли таких размеров, что протянулись через всю Евразию. В этот период в строительстве рифов принимают участие морские лилии, а роль цианобактерий, напротив, начиная с девона, постепенно снижалась, уступая место красным и зелёным известковым водорослям. В среднем девоне существенной в образовании рифов стала роль коралловых полипов (прежде всего табулятоморф), притом что весь остальной палеозой они играли второстепенную роль. Помимо них в строительстве рифов значительную роль в этот период играли строматопороидеи (особенно амфипориды) и мшанки. В верхнем девоне заметным становится вклад фораминифер. В конце девона сокращение шельфа и похолодание привели к сокращению рифообразования. В фаменском веке массово вымерли коралловые полипы и строматопороидии. Полностью исчезли фавозитиды и альвеолитиды, гелиолитоидеи и триплазматиды. В то же время, из-за отсутствия конкурентов, увеличилось количество строматолитовых построек.
В каменноугольном периоде рифы были распространены меньше, чем в девоне. В визейском веке строительство рифом несколько усилилось, при этом ведущая роль перешла от коралловых полипов к водорослям и мшанкам, которые в это время переживают свой расцвет. Тогда же вновь возросла роль строматопороидей, но вскоре они окончательно утрачивают роль рифостроителей. В серпуховском веке рифы образуют водоросли и мшанки, реже коралловые полипы, строматопороидеи, криноидеи, прикрепляющиеся фораминиферы. Среди населения рифов были хететиды, плеченогие и ракушковые.
В пермский период рифы не были широко распространены. В рифовых отложениях этого периода встречаются обызвествлённые талломы зелёных водорослей, колонии мшанок и сфинктозоа, раковины брахиопод, двустворчатых и брюхоногих моллюсков, фузулинид. В это время сформировалось несколько мощных рифовых образований, таких как современная гора Эль-Капитан в Техасе (США).

#### Мезозой
Массовое вымирание видов на границе пермского и триасового периодов привело к гибели практически всех коралловых полипов, и в нижнем триасе моря были очень бедными на жизненные формы. Основными рифообразователями вновь стали водоросли и, отчасти, мшанки, полностью обновившие в мезозое свой видовой состав. Лишь в среднем триасе появились новые виды рифообразующих коралловых полипов, среди которых и мадрепоровые кораллы, выполняющие роль рифостроителей до нынешнего времени. В верхнем триасе рифы вновь широко распространились, при этом опять возрастала роль сфинктозоа.
На протяжении всех мезозойской и кайнозойской эр основными строителями рифов стали водоросли и коралловые полипы, основную роль среди которых стали играть шестилучевые кораллы. Морские рифы, построенные ими, широко распространены в Тихом океане и в современную эпоху. С верхней юры и весь меловой период в морях широко развивались системы настоящих рифов. В верхнем меле коралловых полипов с роли главных рифостроителей потеснили рудисты, однако они не смогли пережить мел-палеогеновое вымирание.

#### Кайнозой
В палеоцене моря были бедны жизненными формами. Широкое распространение рифов началось с середины эоцена и продолжается до сих пор. В настоящее время основными рифостроителями являются мадрепоровые кораллы и известковые красные водоросли.

## Искусственные рифы
см.: Artificial reef
Искусственные рифы образуются в результате деятельности человека, такой как намеренное затопление судов, для развития морской жизни в определённых районах, борьбы с эрозией, блокирования судоходства или повышения качества сёрфинга.